# Csincsiang
A csincsiang (qinqiang) (kínai:秦腔, pinjin: Qínqiāng) vagy luantan (kínai:亂彈, pinjin: Luàntán) a kínai Senhszi (Shaanxi) tartomány északnyugati részének jellemző népi kínai opera stílusa, ahol évezredekkel ezelőtt csin (qin) volt a neve. Dallamai az ősi Senhszi (Shaanxi) és Kanszu (Gansu) falusi területeiről származnak. A szó jelentése „a csin (qin) dallama vagy hangja”
A műfajban egyik használatos hangszer a bangzi, melyről a bangzi opera elnevezést is kapta. A bangzi dallam a legrégebbi és leggazdagabb opera hangzás a négy nagy kínai dallam közül.
Tan Tun (Tan Dun), a The First Emperor című opera zeneszerzője kutatta a csincsiangot (qinqiangot) a mű alkotásakor, hogy többet tudjon meg az ősi kínai zenei stílusokról.

## Történelem
A csincsiangot (qinqiangot) 1785-ben Csien-lung (Qianlong) császár betiltotta Pekingben. Azt állították, hogy ennek oka a műfaj szexuális utalásai voltak, de vélhetően a valódi ok az volt, hogy ez a stílus a korábbi népi kínai operastílusoktól eltérően társadalomkritikát is tartalmazott. A tiltás következménye azonban az lett, hogy a stílus Pekingen kívül szélesebb körben terjedt, különösen a délkeleti színházakban.

## Szereplők
A csincsiang stílusban 13 féle szereplő van négy szereplőtípusban: négyféle seng (sheng) (férfi), hatféle dan (nő), kétféle csing (jing) (festett arcú férfi) és egy csou (chou) (bohóc) szereplő.

## Fordítás
- Ez a szócikk részben vagy egészben  a   Qinqiang című angol Wikipédia-szócikk ezen változatának fordításán alapul.  Az eredeti cikk szerkesztőit annak laptörténete sorolja fel. Ez a jelzés csupán a megfogalmazás eredetét és a szerzői jogokat jelzi, nem szolgál a cikkben szereplő információk forrásmegjelöléseként.